# Laques
Laques (Laches, Λάχης) (nat vers el 475 aC a Atenes, Grècia; mort el 418 aC a Mantineia, Grècia) fill de Melànopos, fou un aristòcrata atenenc del segle V aC i general durant la guerra del Peloponès.
Va dirigir la primera expedició atenenca a Sicília junt amb Careades (427 aC) amb una flota de vint naus. Careades va morir en combat l'any següent (426 aC) i Laques va assolir la direcció de la guerra: va conquerir Messina i Milae i va aconseguir algunes avantatges sobre Locres Epizefiris. En els inicis de 426 aC degut al recanvi anual de generals, Laques fou substituït per Pitòdor amb qui es van unir Sòfocles i Eurimedó d'Atenes, i fou cridat a Atenes acusat de malversació, acusació feta per Cleó. Fou declarat innocent en el seu judici, que seria satiritzat per Aristòfanes en la seva obra Les Vespes.
Fou present a la batalla de Dèlion el 424 aC. El 423 aC va intervenir amb èxit a l'Assemblea atenenca per aconseguir una treva amb Esparta. Malgrat tot, només va durar un any. Després de la mort de Cleó el 422 aC, juntament amb Nicias va negociar la treva de 15 anys entre Atenes i Esparta anomenada la Pau de Nicias (421 aC) i fou un dels signants d'altres tractats amb tercers estats. El 418 aC va dirigir la força atenenca enviada a Argos, quan Alcibíades va induir als argius a trencar la treva feta en nom d'ells amb els lacedemonis per Tràsil i Alcifró, i aquell mateix any va morir en la batalla de Mantinea junt amb el seu col·lega Nicòstrat.
Hi ha un altre Laques posterior que fou arcont (400-399 aC), en el temps de la mort de Sòcrates.
En el diàleg platònic Laques, és retratat com un general conservador estereotípic.